# Andora
Andora (ligur nyelven Andôa, Andöa, Andeua vagy Andeura) település Olaszországban, Liguria régióban, Savona megyében. Lakosainak száma 7267 fő (2023. január 1.). Andora Alassio, Cervo, Garlenda, San Bartolomeo al Mare, Stellanello, Villa Faraldi, Villanova d’Albenga és Laigueglia községekkel határos.

## Népesség
A település népességének változása:
| Lakosok száma | 7531 | 7528 | 7267 |
|               | 2017 | 2018 | 2023 |